# Nyctibatrachus kempholeyensis
Nyctibatrachus kempholeyensis är en groddjursart som först beskrevs av Rao 1937.  Nyctibatrachus kempholeyensis ingår i släktet Nyctibatrachus och familjen Nyctibatrachidae. IUCN kategoriserar arten globalt som otillräckligt studerad. Inga underarter finns listade i Catalogue of Life.